# Apiwat Ngualamhin
Apiwat Ngualamhin (thailändisch อภิวัฒน์ งั่วลำหิน, * 1. Juni 1986 in Bangkok) ist ein thailändischer Fußballspieler.

## Karriere

### Verein
Apiwat Ngualamhin erlernte das Fußballspielen in der Schulmannschaft der Patumkongka School sowie in der Universitätsmannschaft der Chulalongkorn-Universität in Bangkok. Seinen ersten Vertrag unterschrieb er 2008 beim Erstligisten Chula United FC, einem Verein, der in Bangkok beheimatet war. 2011 wechselte er zum Ligakonkurrenten Samut Songkhram FC nach Samut Songkhram. Für Samut spielte er 28 Mal. 2013 führte ihn sein Weg wieder nach Bangkok, wo er sich dem BEC-Tero Sasana FC, ebenfalls ein Erstligaverein, anschloss. Nach einem Jahr und 26 Spielen wechselte er 2014 nach Ratchaburi zu Ratchaburi Mitr Phol. Hier spielte er bis Mitte 2018 in der Thai League. Für Ratchaburi absolvierte er 114 Spiele. Im Juni 2018 unterschrieb er einen Vertrag bei Buriram United, einem Erstligisten aus Buriram. In seinem ersten Jahr feierte er mit Buriram die Meisterschaft. Ein Jahr später gewann er mit dem Verein den Thailand Champions Cup. Im gleichen Jahr beendete er die Saison als Vizemeister. Am Ende der Saison 2021/22 feierte er mit dem Klub die Meisterschaft. Am 22. Mai 2022 stand er mit Buriram im Finale des FA Cup. Hier besiegte man den Erstligisten Nakhon Ratchasima FC nach Verlängerung mit 1:0. Nach 49 Erstligaspielen wurde sein Vertrag im Sommer 2022 nicht verlängert.

### Nationalmannschaft
2013 spielte Apiwat Ngaolamhin dreimal in der thailändischen Nationalmannschaft. Sein Debüt gab er am 22. März 2013 in einem Asian-Cup-Qualifikationsspiel gegen den Libanon, dass Thailand im Camille-Chamoun-Stadion in Beirut 2:5 verlor.

## Erfolge
Buriram United
- Thailändischer Meister: 2018, 2021/22
- Thailändischer Vizemeister: 2019, 2020/21

- Thailändischer Pokalsieger: 2021/22

- Thailändischer Supercup-Sieger: 2019

- Thailändischer Ligapokalsieger: 2021/22
- Thailändischer Ligapokalfinalist: 2019